# Mohd Hamzani Omar
Mohd Hamzani Omar (Johor, Malasia, 30 de septiembre de 1978) es un exfutbolista y entrenador de fútbol de Malasia que jugaba en la posición de defensa. Actualmente es el entrenador del Johor FC II.

## Carrera

### Jugador
Jugó toda su carrera con el Johor FC de 1998 a 2012, equipo con el que anotó 18 goles y logró el ascenso a la Superliga de Malasia en 2001.

### Selección nacional
Jugó para Malasia en siete ocasiones de 2007 a 2012 y participó en la Copa Asiática 2007.

### Entrenador
| Periodo | Club                  |
| ------- | --------------------- |
| 2017-   | Johor FC II           |
| 2022    | → Johor FC (interino) |

## Logros
- Liga Premier de Malasia (1): 2001